# Somogybükkösd
Somogybükkösd je vas na Madžarskem, ki upravno spada pod podregijo Csurgói Šomodske županije.